# Ordre de Georges Ier
Pour les articles homonymes, voir Georges Ier.

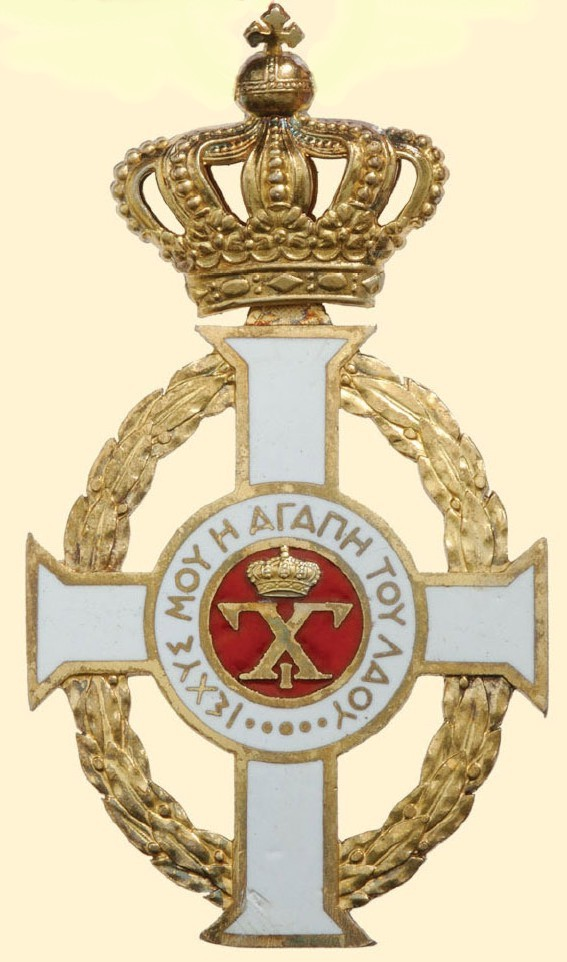
L'ordre de Georges Ier.

L’ordre royal de Georges Ier est un ancien ordre honorifique grec nommé d’après le roi des Hellènes Georges Ier. Après l’abolition du royaume de Grèce et la destitution du roi Constantin II, l’ordre a été remplacé, en 1975, par l’ordre de l'Honneur. 
L’ordre royal de Georges Ier a été créé en 1915 par le roi Constantin Ier de Grèce afin de récompenser les personnalités civiles et militaires qui s’étaient distinguées par leurs services à la Nation.

## Grades
L’ordre de Georges Ier comporte cinq grades : 
- Grand-croix  : il porte l’insigne de l’ordre en bandeau sur l’épaule droite et l’étoile de l’ordre sur le côté gauche de la poitrine ;
- Grand commandeur : il porte l’insigne en collier et l’étoile de l’ordre sur le côté gauche de la poitrine ;
- Commandeur : il porte l’insigne en collier ;
- Croix d'or : il porte l’insigne en ruban du côté gauche de la poitrine ;
- Croix d'argent : porte l’insigne en ruban du côté gauche de la poitrine.

Il existait aussi la « Croix commémorative », en or, en argent ou en bronze, qui était composée de l’insigne de l’ordre non émaillé et qui se plaçait, en ruban, sur le côté gauche de la poitrine.
| Barrettes      | Barrettes  | Barrettes  | Barrettes        | Barrettes   |
| -------------- | ---------- | ---------- | ---------------- | ----------- |
| Croix d'argent | Croix d'or | Commandeur | Grand commandeur | Grand-croix |

## Insigne

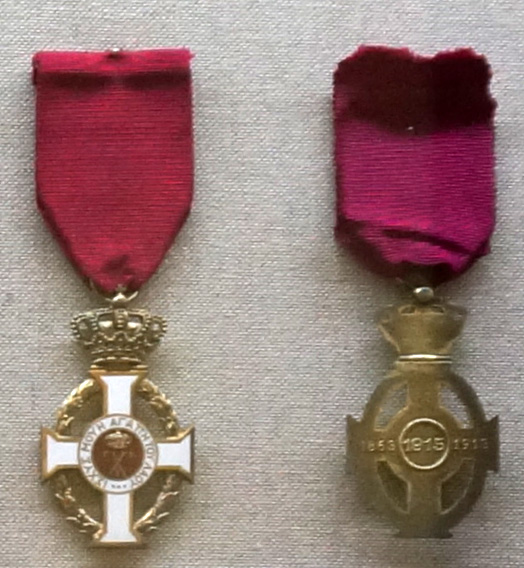
Croix d'or, avers et revers.

L’insigne de l'ordre se compose d’une croix latine blanche émaillée, en argent pour les croix d’argent et en or pour les grades plus élevés, avec une couronne de lauriers entre les bras de la croix. 
Le disque central de l’insigne est de couleur rouge émaillée et porte au revers le monogramme couronné "ΓI" (pour Georges Ier de la Grèce), entouré d’un anneau d'émail blanc portant la devise « IΣXΥΣ MOΥ H AΓAΠH TOΥ ΛAOΥ » (en français : « Ma Force est l'Amour de mon Peuple »). L’avers du disque porte les années du règne de George Ier, 1863-1913. L’insigne est rehaussé d’une couronne. 
L'étoile de roi est une étoile d’argent composée de rayons droits, avec huit branches pour la grand-croix et quatre branches pour le grand commandeur. Le ruban de roi est rouge.
roi peut être reçu avec épées pour faits de guerre.